# Westafrikanischer Linsang
Der Westafrikanische Linsang (Poiana leightoni) ist eine Art der Familie der Schleichkatzen. Er ist eine von zwei Arten der Afrikanischen Linsangs (Poiana) und ist auf die Regenwälder Liberias und der Elfenbeinküste beschränkt. Lange wurde er als Unterart des Zentralafrikanischen Linsangs betrachtet, doch gilt er heute als eigenständige Art.

## Merkmale
| 3 | · | 1 | · | 4 | · | 1 |
| 3 | · | 1 | · | 4 | · | 2 |

Wie die Asiatischen Linsangs und der Zentralafrikanische Linsang auch, ist der Westafrikanische Linsang eine sehr schlanke und kleine Schleichkatze. Die Grundfärbung ist oberseits gelblichbraun, unterseits weißlich. Darüber befindet sich ein Muster aus unregelmäßigen, dunklen Flecken. Der Schwanz ist dunkel geringelt. Entlang der Rückenlinie verläuft ein dunkler Streifen, der bisweilen unterbrochen sein kann. Die Kopfrumpflänge liegt bei 30–38 cm, die Schwanzlänge bei 35–40 cm. Das Körpergewicht beträgt 500–700 g.

## Verbreitungsgebiet

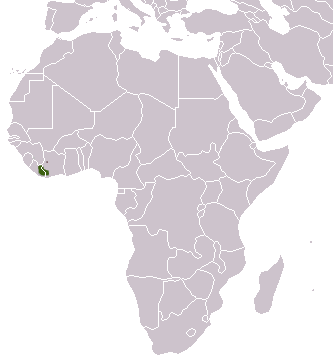
Verbreitungsgebiet des Westafrikanischen Linsangs

Der Westafrikanische Linsang bewohnt die Regenwälder Liberias und der Elfenbeinküste. Aus der Elfenbeinküste ist die Art nur durch zwei Funde aus den südlichen Landesteilen nachgewiesen. In Liberia bewohnt sie den Osten des Landes. Aus diesem Gebiet liegen mehrere Nachweise vor. Ob die Art darüber hinaus auch im Kounounkan-Massiv in Südwest-Guinea vorkommt, ist unklar.

## Systematik
Der Westafrikanische Linsang galt früher als Form des Zentralafrikanischen Linsangs, der damals allgemein als Afrikanischer Linsang bezeichnet wurde. Mittlerweile gelten Zentralafrikanischer und Westafrikanischer Linsang als eigenständige Arten der Gattung Poiana.

## Lebensweise
Man nimmt an, dass sich die Nahrung aus Insekten, Vögeln und Pflanzenteilen zusammensetzt. Über das Verhalten ist so gut wie nichts bekannt. Berichten zufolge baut er ein Schlafnest aus Pflanzenteilen, das sich mindestens 2 m über dem Boden in Bäumen befindet.

## Gefährdung
Die Art ist nur von wenigen Museumsexemplaren bekannt. Die letzten bekannten Nachweise sind zwei Felle, die im Jahr 1988 im Osten Liberias gesammelt wurden. Über die aktuellen Bestandsverhältnisse liegen keine genauen Angaben vor, weshalb die Gefährdungssituation unklar ist. Der Status wird daher von der IUCN unter Data Deficient (keine ausreichenden Daten) geführt. Durch die seltenen Nachweise kann man davon ausgehen, dass die Bestandszahlen niedrig sind. Die Tendenz ist offenbar sinkend. Vermutlich setzen der Art die Abholzungen der Regenwälder zu. Dieses Schicksal teilt sie mit der Liberia-Manguste und der Liberia-Genette, die ebenfalls beide auf die Regenwaldreste der Region beschränkt sind. Auch Bejagung zur Gewinnung von Bushmeat dürfte eine gewisse Bedrohung darstellen. Der Westafrikanische Linsang könnte im Sangbé-Nationalpark in der Elfenbeinküste vorkommen. Der Sapo-Nationalpark in Liberia dürfte zum Verbreitungsgebiet zählen.

## Belege
1. 1 2 3 4 5  Jennings, A. P. & Veron, J.: Family Viverridae (Civets, Genets, and Oyans) In: Don E. Wilson & Russel Mittermeier (Hrsg.): Handbook of the Mammals of the World Volume 1: Carnivores. Lynx Edicions. 2009. S. 215. ISBN 978-84-96553-49-1
2. 1 2  Poiana leightoni in der Roten Liste gefährdeter Arten der IUCN 2011. Eingestellt von: Van Rompaey, H., Gaubert, P., Dunham, A. & Hoffmann, M., 2008. Abgerufen am 8. Januar 2012.